# Mitsinjo (district)
Mitsinjo is een district van Madagaskar in de regio Boeny. Het district telt 56.452 inwoners (2011) en heeft een oppervlakte van 5.894 km², verdeeld over 7 gemeentes. De hoofdplaats is Mitsinjo.